# Хау, Кларенс Декейтер
Достопочтенный Кла́ренс Деке́йтер (К. Д.) Ха́у (англ. Clarence Decatur Howe, 15 января 1886 — 31 декабря 1960) — канадский политик. В 1940-х и 1950-х был известен как «министр всего».

## Биография
Хау родился в Уолтеме в Массачусетсе, в США, обучался строительству в Массачусетском технологическом институте. В 1903 он эмигрировал в Канаду для обучения в университете Дэлхаузи в Галифаксе.
В 1935 он был избран в канадский Парламент депутатом Либеральной партии от Порт-Артура (Онтарио) и вошёл в совет министров Макензи Кинга. На выборах 1957 он потерял своё кресло.
Он также был избран членом Зала славы канадских бизнесменов (англ. Canadian Business Hall of Fame).